# Cammino di Francesco

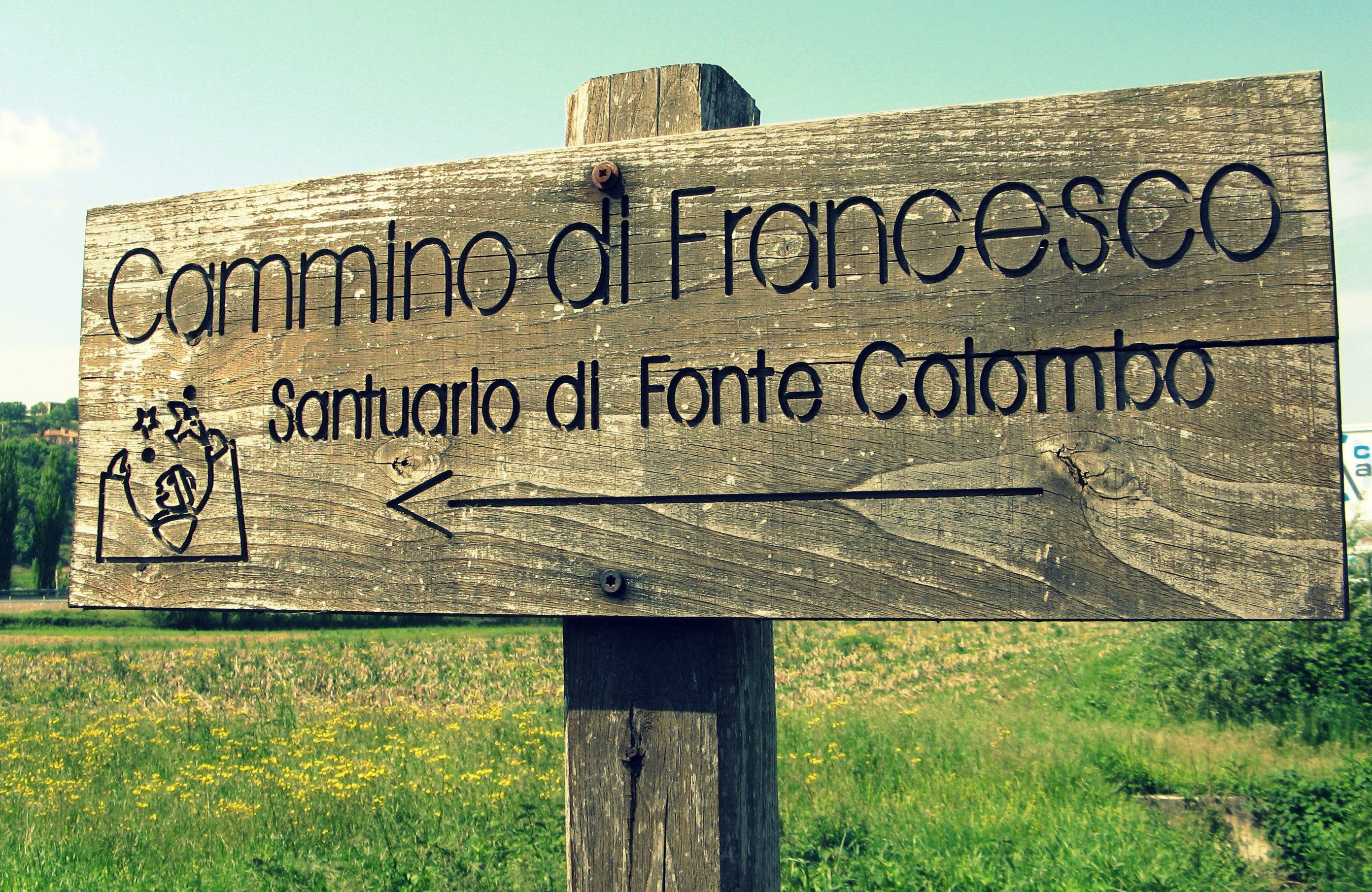
Segnaletica del Cammino

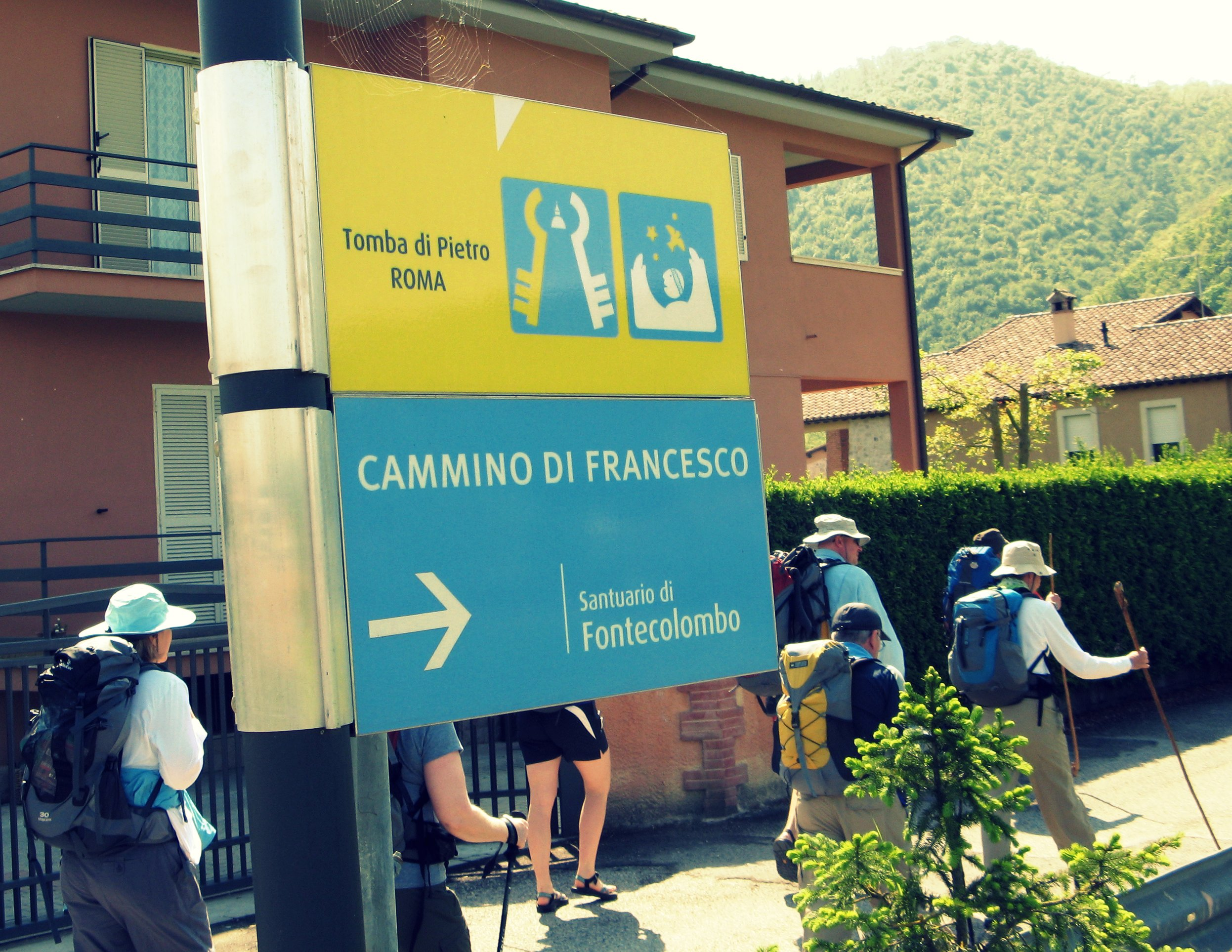
La più recente segnaletica in alluminio

Il Cammino di Francesco è un percorso di interesse religioso e naturalistico che si sviluppa all'interno della Valle Santa Reatina, nella Provincia di Rieti, toccando vari luoghi segnati dal passaggio di San Francesco d'Assisi tra cui i quattro santuari da lui fondati. Si integra in un più ampio cammino che da Roma passa per la Valle Santa e conduce ad Assisi, ed ancora più a Nord fino alla Verna.

## San Francesco e la Valle Santa

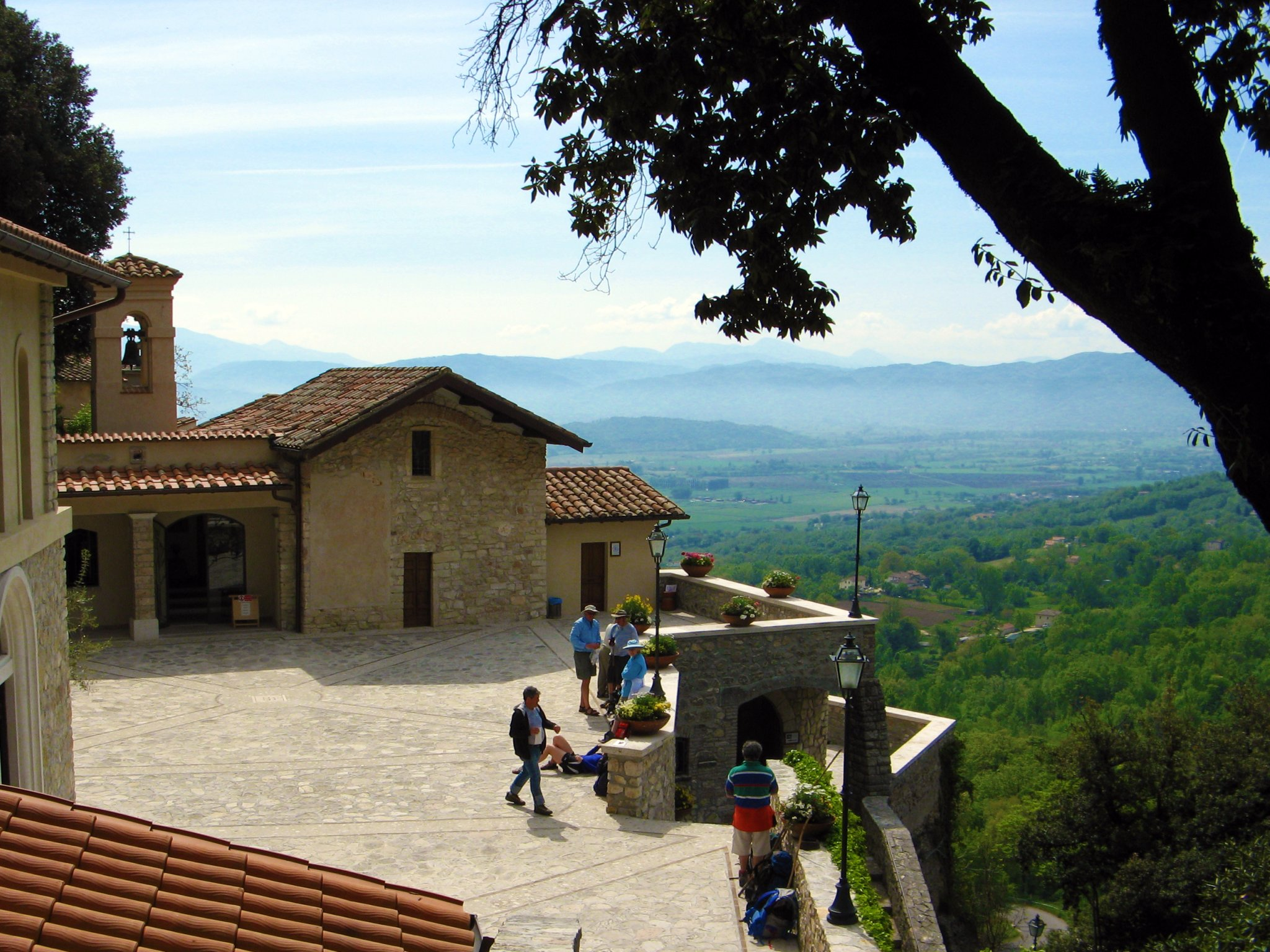
La Piana Reatina sullo sfondo del Santuario di Greccio

Nel corso della sua vita, Francesco d'Assisi soggiornò più volte nella valle reatina (che per questo motivo è nota anche come Valle Santa): la prima probabilmente nel 1209, poi un lungo soggiorno nel 1223 e un altro dall'autunno 1225 all'aprile 1226, poco prima della sua morte.
Nel corso di questi soggiorni ebbero luogo eventi importanti: la prima rievocazione della Natività tramite il Presepe, la stesura della Regola definitiva dell'ordine francescano e (probabilmente) la composizione del Cantico delle creature. Ma soprattutto Francesco fondò i quattro santuari di Greccio, La Foresta, Poggio Bustone e Fonte Colombo che si trovano ai quattro angoli della valle, sin da allora meta di pellegrinaggi e fonte di turismo religioso.
Il soggiorno di San Francesco coincide con un periodo in cui Rieti godeva di prosperità economica ed il Papa frequentemente faceva del Palazzo Vescovile la sua sede: nell'arco di un secolo risiedettero a Rieti i papi Innocenzo III (1198), Onorio III (nel 1219 e nel 1225), Gregorio IX (nel 1227, nel 1232 e nel 1234), Niccolò IV (tra il 1288 ed il 1289) e Bonifacio VIII (nel 1298).

## Descrizione
Inaugurato nel 2003, il Cammino di Francesco si compone di otto tappe ed è lungo 80 km. Per permettere ai viaggiatori di orientarsi lungo il tragitto le strade interessate sono dotate di un'apposita segnaletica in legno, integrata nel 2010 con altri cartelli in alluminio.
Il tracciato ricalca il percorso compiuto dal santo nelle sue visite alla Valle Santa; i principali punti di interesse toccati sono i quattro santuari, il centro storico di Rieti, l'Abbazia di San Pastore ed il bosco del Faggio di San Francesco a Rivodutri, lungo un tracciato a contatto con la natura della Piana Reatina che attraversa la Riserva naturale dei Laghi Lungo e Ripasottile. Se si percorre il cammino in bicicletta, si può fare uso anche della ciclovia della Conca Reatina.
A tutti coloro che si sottopongono al viaggio viene conferito un attestato, chiamato "Passaporto", che documenta l'effettivo compimento del percorso: deve essere ritirato presso uno dei quattro santuari, e va fatto timbrare ad ogni tappa. In più, se il percorso viene compiuto in non meno di due giorni, si può richiedere l'"Attestato del pellegrino" all'Ufficio del Cammino di Francesco, a Rieti in Via Cintia 87.

## Voci correlate

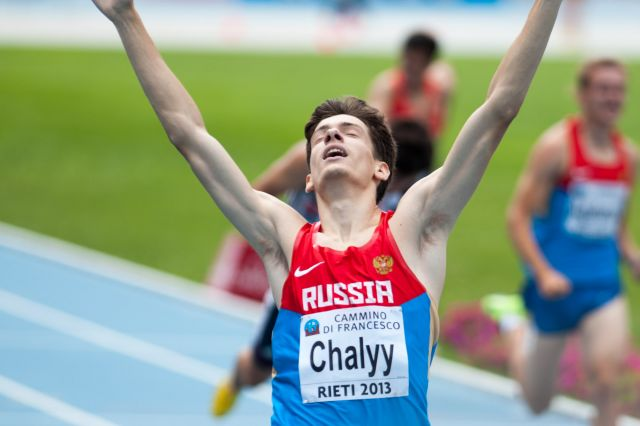
Il Cammino di Francesco sponsor degli europei di atletica leggera Rieti 2013